# Bayindir (Oghuz)
Bayindir fou una de les tribus dels Oghuz. D'aquesta tribu era el clan dirigent dels ak koyunlu.
Segurament van participar en la conquesta de l'Àsia Menor, ja que diversos llocs en aquest territori porten el nom derivat de Bayindir. Un grup de la tribu es va establir a Síria al segle xiv i els bayindir d'Alep van participar en la campanya d'Àustria el 1690. A Anatòlia estaven establerts principalment a Cilícia (Tars), el Diyar Bakr i al sud de Sivas.